# Idiotrella javae
Idiotrella javae är en insektsart som beskrevs av Andrej Vasiljevitj Gorochov 2002. Idiotrella javae ingår i släktet Idiotrella och familjen syrsor. Inga underarter finns listade i Catalogue of Life.